# Saraidhela
Saraidhela è una suddivisione dell'India, classificata come census town, di 24.183 abitanti, situata nel distretto di Dhanbad, nello stato federato del Jharkhand. In base al numero di abitanti la città rientra nella classe III (da 20.000 a 49.999 persone).

## Geografia fisica
La città è situata a 23° 48' 31 N e 86° 27' 25 E.

## Società

### Evoluzione demografica
Al censimento del 2001 la popolazione di Saraidhela assommava a 24.183 persone, delle quali 12.755 maschi e 11.428 femmine. I bambini di età inferiore o uguale ai sei anni assommavano a 2.524, dei quali 1.357 maschi e 1.167 femmine. Infine, coloro che erano in grado di saper almeno leggere e scrivere erano 18.910, dei quali 10.683 maschi e 8.227 femmine.